# Pagano Nunatak
Pagano Nunatak är en nunatak i Antarktis. Den ligger i Västantarktis. Chile gör anspråk på området. Toppen på Pagano Nunatak är 1 830 meter över havet.
Terrängen runt Pagano Nunatak är huvudsakligen en högslätt. Pagano Nunatak är den högsta punkten i trakten. Trakten är obefolkad. Det finns inga samhällen i närheten.